# Chrostowo Wielkie
Chrostowo Wielkie (prononciation : [xrɔsˈtɔvɔ ˈvjɛlkʲɛ]) est un village polonais de la gmina de Czernice Borowe dans le powiat de Przasnysz de la voïvodie de Mazovie dans le centre-est de la Pologne.

## Description
Il se situe à environ 3 kilomètres au sud de Czernice Borowe (siège de la gmina), 12 kilomètres à l'ouest de Przasnysz (siège du powiat) et à 90 kilomètres au nord de Varsovie (capitale de la Pologne).
Le village compte approximativement une population de 260 habitants en 2006.

## Histoire
De 1975 à 1998, le village appartenait administrativement à la voïvodie de Ciechanów.